# Рупеа (Брашов)
Рупеа (рум. Rupea) насеље је у Румунији у округу Брашов у општини Рупеа. Oпштина се налази на надморској висини од 458 m.

## Становништво
Према подацима из 2002. године у насељу је живело 5306 становника.

### Попис2002.
| Расподела становништва по националности 2002.‍ | Расподела становништва по националности 2002.‍ | Расподела становништва по националности 2002.‍ | Расподела становништва по националности 2002.‍ | Расподела становништва по националности 2002.‍ |
| --------------------------------------------- | --------------------------------------------- | --------------------------------------------- | --------------------------------------------- | --------------------------------------------- |
|                                               |                                               |                                               |                                               |                                               |
| Румуни                                        | Румуни                                        |                                               | 3.762                                         | 70,9%                                         |
| Мађари                                        | Мађари                                        |                                               | 1.236                                         | 23,3%                                         |
| Роми                                          | Роми                                          |                                               | 233                                           | 4,4%                                          |
| Немци                                         | Немци                                         |                                               | 73                                            | 1,4%                                          |